# Democracy in Europe Movement 2025
Democracy in Europe Movement 2025 (kurz DiEM25, deutsch Bewegung Demokratie in Europa 2025) ist eine linke paneuropäische politische Bewegung, die nach eigenen Angaben die „gerechte Gestaltung des 21. Jahrhunderts“ zum Ziel hat.
Gegründet wurde DiEM25 2016 vom ehemaligen griechischen Finanzminister Yanis Varoufakis. Zur Europawahl 2019 trat DiEM25 im Wahlbündnis European Spring (Europäischer Frühling) an, konnte jedoch kein Mandat gewinnen. Zur Beteiligung an Wahlen gründen die Mitglieder von DiEM25 als Wahlflügel bezeichnete nationale Parteien unter dem gemeinsamen Namen MERA25. Der griechische Wahlflügel war von 2019 bis 2023 im nationalen Parlament vertreten.

## Geschichte
DiEM25 wurde am 9. Februar 2016 vom ehemaligen griechischen Finanzminister Yanis Varoufakis in der Volksbühne Berlin vorgestellt.

### Wahlbündnis European Spring
Im November 2017 beschloss DiEM25 in einer gesamteuropäischen Mitgliederabstimmung, sich an der Europawahl 2019 zu beteiligen. Dazu wurden nationale Parteien bzw. Wählervereinigungen gegründet, die DiEM25 Wahlflügel nennt. Zudem ging DiEM25 Partnerschaften mit bereits bestehenden Parteien ein. Mit diesen wurde das paneuropäische Wahlbündnis European Spring (Europäischer Frühling) gegründet.
Folgende Listen von DiEM25 bzw. European Spring traten zur Europawahl 2019 an:
| Land         | Liste                                                                                             | Spitzenkandidaten     | Anmerkung                                                         | Ergebnis |
| ------------ | ------------------------------------------------------------------------------------------------- | --------------------- | ----------------------------------------------------------------- | -------- |
| Dänemark     | Alternativet                                                                                      | Rasmus Nordqvist      |                                                                   | 3,4 %    |
| Deutschland  | Demokratie in Europa – DiEM25                                                                     | Yanis Varoufakis      | DiEM25-Wahlflügel, unterstützt von Demokratie in Bewegung und mut | 0,3 %    |
| Frankreich   | Liste citoyenne du Printemps Européen avec Benoît Hamon soutenue par Génération.s et DémE-DiEM 25 | Benoît Hamon          |                                                                   | 3,3 %    |
| Griechenland | ΜέΡΑ25                                                                                            | Sofia Sakorafa (MdEP) | DiEM25-Wahlflügel                                                 | 3,0 %    |
| Polen        | Lewica Razem – Razem, Unia Pracy, RSS                                                             | Adrian Zandberg       | Razem, UP (SPE) und RSS                                           | 1,2 %    |
| Portugal     | LIVRE                                                                                             | Rui Tavares           |                                                                   | 1,8 %    |
| Spanien      | Actúa                                                                                             |                       |                                                                   | 0,1 %    |

Die österreichische Partei Wandel war Teil des Wahlbündnisses. Sie trat nicht selbst an, ihre politische Geschäftsführerin Daniela Platsch kandidierte aber auf Platz 2 der deutschen Liste Demokratie in Europa. Auf Platz 1 stand Varoufakis. Spitzenkandidatin des griechischen Wahlflügels war die Europaabgeordnete Sofia Sakorafa, zuvor Syriza, die im Dezember 2018 MeRA25 beigetreten war. MeRA25 scheiterte mit 2,99 % denkbar knapp an der Dreiprozenthürde.
LIVRE beendete die Zusammenarbeit mit DiEM25 noch 2019.

### Entwicklung seit 2019
Sechs Wochen nach der Europawahl fand die griechische Parlamentswahl statt. Bei dieser erreichte MeRA25 mit Varoufakis als Spitzenkandidat 3,44 % der Stimmen und zog damit ins Parlament ein. Am 28. November 2020 wurde ein deutscher Wahlflügel unter dem Namen Demokratie in Europa gegründet, der sich am 13. November 2021 unter dem Namen MERA25 neugründete. MeRA25 wurde der gemeinsame Name aller nationalen Wahlfügel. Im Herbst 2022 wurde MeRA Italien gegründet, Anfang 2024 MeRA Schweden.
Im Mai 2020 beteiligte sich DiEM25 an der Gründung der Progressiven Internationale.
Lewica Razem beendete 2022 die Zusammenarbeit mit DiEM25 mangels einer unmissverständlichen Anerkennung der ukrainischen Souveränität und Verurteilung des „russischen Imperialismus“.
Der griechische Wahlflügel verpasste bei den Parlamentswahlen im Mai und im Juni 2023 mit 2,6 % bzw. 2,5 % jeweils den Wiedereinzug ins Parlament.

### Europawahl 2024
Bei der Europawahl 2024 traten die Wahlflügel in Griechenland und Deutschland selbständig an. Der italienische Wahlflügel war Teil des Bündnisses Pace Terra Dignità mit zwei anderen Gruppierungen. 
| Land         | Spitzenkandidaten | Ergebnis | Anmerkung                      |
| ------------ | ----------------- | -------- | ------------------------------ |
| Deutschland  | Karin De Rigo     | 0,3 %    |                                |
| Griechenland |                   | 2,5 %    |                                |
| Italien      | Federico Dolce    | 2,2 %    | Wahlbündnis Pace Terra Dignità |

In Irland unterstützte DiEM25 die beiden unter dem Label Independents 4 Change antretenden Europaparlamentarier Clare Daly und Mick Wallace. Auf diese entfielen 4,6 % der Erstpräferenzen, beide Abgeordneten verpassten den Wiedereinzug.

## Programmatik
DiEM25 versteht sich laut seinem „Manifest für die Demokratisierung Europas“ als paneuropäisches Netzwerk des 21. Jahrhunderts und ist keine politische Partei im herkömmlichen Sinn.
DiEM25 bekennt sich zu einer demokratisch kontrollierten und intensivierten europäischen Integration, beklagt aber, dass „ein Bündnis aus kurzsichtigen Politikern, ökonomisch naiven Beamten und unfähigen Finanzexperten“ das Projekt „sklavisch den Forderungen von Finanz- und Industriekonglomeraten unterworfen“ habe.
DiEM25 fordert in seinem 8-Säulen-Programm entscheidende Reformen. Zum Beispiel soll die rasch umsetzbare erste Säule Transparenz, mehr demokratische Kontrolle durch die Bürger in die Machtzentren der EU bringen. Unter anderem sollen beispielsweise der Europäische Rat und die Euro-Finanzminister-Gruppe ihre Sitzungen live im Internet streamen und alle Dokumente zu TTIP veröffentlicht werden.
Fernziel sei schließlich, nach der Umsetzung eines ausreichend finanzierten EU-weiten Wirtschaftsprogramms (500 Milliarden Euro pro Jahr) und dem dadurch ausgelösten Wirtschaftsaufschwung – einem paneuropäischen Green New Deal, Säule Nr. 3, – die Zustimmung zur Integration der EU auch in den bisher benachteiligten Bevölkerungsgruppen zu erhöhen. Danach kann die für 2025 angepeilte europäische Verfassung (Säule Nr. 6) die weitere Zukunft der EU integrierter und demokratischer ausrichten, da die große Mehrheit der EU-Bürger dann auch materielle Beweise für die Vorteile und Zukunftsorientiertheit der EU in der Hand hat.

## Wahlflügel
2017 wurden nationale Wahlparteien, intern „Wahlflügel“ genannt, eingehend diskutiert und per europaweiter Abstimmung (I-Voting) beschlossen, um zur Europawahl 2019 anzutreten. Da laut derzeitigen EU-Regeln paneuropäische Parteien nicht europaweit, sondern nur in den einzelnen Nationen gesondert kandidieren können, mussten von den lokalen Aktivisten nationale Wahlparteien gegründet werden. Etwa wurde am 26. März 2018 eine griechische DiEM-Partei namens Mera25 gegründet, am 2. Juni 2018 wurde die deutsche Partei DiEM25 gegründet, weitere bestehen in Italien und Schweden. Die Wahlflügel sollen es ermöglichen, den Charakter einer politischen Bewegung beizubehalten und dennoch am politischen Prozess in Form von Wahlen teilnehmen zu können.

### MeRA25 (Griechenland)
Der griechische Wahlflügel MeRA25 (griechisch ΜέΡΑ25, vollständig Μέτωπο Ευρωπαϊκής Ρεαλιστικής Ανυπακοής Métopo Evropaïkís Realistikís Anypakoís „Bündnis für realistischen europäischen Ungehorsam“) gründete sich am 27. März 2018. Das griechische Wort μέρα (méra) bedeutet „Tag“ und stellt damit den Bezug zum Akronym DIEM her, das – als lateinisches Wort aufgefasst – den Akkusativ diem zu dies bildet und ebenso „Tag“ bedeutet.

### MERA25 (Deutschland)
Der deutsche Wahlflügel wurde ursprünglich am 2. Juni 2018 unter dem Namen „Demokratie in Europa – DiEM25“ in Frankfurt am Main als sonstige politische Vereinigung gegründet. Gemeinsame Vorsitzende waren Jasper Finkeldey und Laura Müller. Zur Europawahl 2019 trat „Demokratie in Europa – DiEM25“ mit Yanis Varoufakis als Spitzenkandidat an, auf Platz zwei folgte Daniela Platsch von der österreichischen Partei Wandel. Die Kandidatur wurde von den Parteien Demokratie in Bewegung (DiB) und mut unterstützt, einzelne Mitglieder von DiB kandidierten auf der Liste. Auf die Liste entfielen 130.072 Stimmen, was einem Stimmanteil von 0,3 % entspricht. Der Einzug ins Europäische Parlament wurde damit nicht erreicht.
Am 28. November 2020 wurde eine deutsche Flügelpartei unter dem Namen Demokratie in Europa gegründet. Am 13. November 2021 wurde der Wahlflügel als Partei neu gegründet, diesmal unter dem Namen MERA25. Vorsitzende wurde Julijana Zita.

### MERA25 Italia
Im Herbst 2022 wurde in Italien der dritte nationale Wahlflügel gegründet.

#### Wahlergebnisse
| Jahr | Wahl            | Stimmenanteil | Sitze  |
| ---- | --------------- | ------------- | ------ |
| 2024 | Europawahl 2024 | 2,2 %         | 0/76 1 |

### MERA25 Sverige
Im Januar 2024 wurde in Schweden der vierte nationale Wahlflügel registriert.

## Personen und Organisation
Anfang Mai 2019 hatte DiEM25 nach Angaben der eigenen Website 116.000 eingetragene Mitglieder. Bei der Gründungsveranstaltung 2016 traten neben Yanis Varoufakis unter anderem Katja Kipping, Hans-Jürgen Urban sowie Politiker der spanischen Partei Podemos auf. Diese haben sich – mit Ausnahme von Varoufakis – jedoch mittlerweile zurückgezogen. Weiterhin bekannte aktive Mitglieder sind unter anderem:
- Julian Assange (Australien, Großbritannien)
- Walter Baier (Österreich)
- Franco „Bifo“ Berardi (Italien)
- Noam Chomsky (USA)
- Cory Doctorow (Kanada)
- Brian Eno (Großbritannien)
- James K. Galbraith (USA)
- Susan George (Großbritannien),
- Srećko Horvat (Kroatien)
- Naomi Klein (Kanada)
- Ken Loach (Großbritannien)
- Antonio Negri † (Italien)
- Angela Richter (Deutschland)
- Sofia Sakorafa (Griechenland)
- Saskia Sassen (USA)
- Richard Sennett (USA)
- Elif Shafak (Türkei, Großbritannien)
- Slavoj Žižek (Slowenien)

Fabio de Masi arbeitet wiederholt mit DiEM25 zusammen.

### Koordinierungskollektiv und Beratender Ausschuss
Anfang Oktober 2016 wurde ein zwölfköpfiges Koordinierungskollektiv gewählt, zu dem u. a. Yanis Varoufakis, Noam Chomsky, Brian Eno, Thomas Seibert gehören. Aufgabe des Kollektivs ist die Erarbeitung schneller politischer Reaktionen. Der ebenfalls gewählte Beratende Ausschuss umfasst 26 Personen.

### DiEM25 Spontaneous Collectives
DiEM25 Spontaneous Collective, oder kurz DSC, ist die Bezeichnung für kleine selbstorganisierte Gruppen innerhalb DiEM25. Es gibt sowohl regional als auch thematisch organisierte DSCs. Diese Gruppen bilden die Basis der Bewegung und agieren in ihrem Selbstverständnis weitestgehend autonom. Offizielle Erklärungen von DSCs nach außen werden gesamteuropäisch mittels Abstimmungen demokratisch harmonisiert. Es gibt über 100 regional organisierte lokale Gruppen in vielen Städten und Regionen in 26 Ländern und über 10 thematische paneuropäische DSCs.